# Namibia, épisode 3
Épisode 3 est le troisième tome de la série de bande dessinée Namibia, second cycle de la série Kenya de Leo et Rodolphe. L'album est paru le avril 2012 en France.